# Bergamasca GS
Bergamasca GS (wł. Società Bergamasca di Ginnastica e Scherma) – włoski klub wielosekcyjny, mający siedzibę w mieście Bergamo, na północy kraju, działający w latach 1877–1920.

## Historia
Chronologia nazw:
- 1877: Società di Ginnastica e Scherma
- 1890: Bergamasca di Ginnastica e Scherma
- 1913: Bergamasca di Ginnastica e Scherma Sezione Calcio – po fuzji z FBC Bergamo
- 1920: klub rozwiązano – po fuzji z Bergamasca di Educazione Fisica Atalanta

Klub sportowy Società di Ginnastica e Scherma został założony w miejscowości Bergamo we wrześniu 1877 roku. Najpierw posiadała sekcję gimnastyczną i szermierki. Po nabyciu sali gimnastycznej dominowały dyscypliny biegania gimnastycznego i podnoszenia ciężarów, a później klub zaczął promować wyścigi na czas i grę w tamburyn. W maju 1890 roku do pierwotnej nazwy dodano "Bergamasca". Dopiero 14 lutego 1913 roku powstała sekcja piłki nożnej. Do klubu dołączyli piłkarze FBC Bergamo, zmuszonego do rozwiązania ze względu na nałożony przez federację obowiązek posiadania stadionu o określonej wielkości i pojemności. W krótkim czasie piłka nożna stała się główną dyscypliną klubu, mając nawet do pięciu drużyn piłkarskich. Początkowo zespół grał mecze towarzyskie.
Po zakończeniu I wojny światowej w sezonie 1919/20 klub miał możliwość awansu do Prima Categoria, ale przegrał 0:2 w eliminacjach z miejscowym rywalem Atalantą. Klub spadł więc do mistrzostw drugiego stopnia. W tych rozgrywkach zajął ostatnie piąte miejsce w grupie B Promozione Lombarda.
31 marca 1920 klub połączył się z Bergamasca di Educazione Fisica Atalanta, po czym został rozwiązany.

## Barwy klubowe, strój
|  |  |

Klub ma barwy biało-niebieskie. Zawodnicy domowe spotkania zazwyczaj grali w pasiastych pionowo biało-niebieskich koszulkach, białych spodenkach oraz białych getrach.

## Sukcesy

### Trofea międzynarodowe
Nie uczestniczył w rozgrywkach europejskich (stan na 31-05-2020).

### Trofea krajowe
| \| \| Zdobyte trofea w rozgrywkach Włoch (stan na: 31-08-2020) \| |                                                          |      |                    |
| Rozgrywki                                                         | Osiągnięcie                                              | Razy | Sezon(y)           |
| · Mistrzostwo                                                     | I miejsce                                                | 0    |                    |
| · Mistrzostwo                                                     | II miejsce                                               | 0    |                    |
| · Mistrzostwo                                                     | III miejsce                                              | 0    |                    |
| · Puchar                                                          | zdobywca                                                 | 0    |                    |
| · Puchar                                                          | finalista                                                | 0    |                    |
| II liga                                                           | I miejsce                                                | 0    |                    |
| II liga                                                           | II miejsce                                               | 0    |                    |
| II liga                                                           | III miejsce                                              | 0    |                    |
| II liga                                                           | 5.miejsce                                                | 1    | 1919/20 (Lombarda) |
| Włochy                                                            | Zdobyte trofea w rozgrywkach Włoch (stan na: 31-08-2020) |      |                    |

## Poszczególne sezony

### Rozgrywki międzynarodowe

#### Europejskie puchary
Nie uczestniczył w rozgrywkach europejskich.

### Rozgrywki krajowe
| \| Włochy \| Bilans występów klubu w rozgrywkach piłkarskich Włoch (Stan na 31 sierpnia 2020 r.) \| \| |                                                                                     |        |       |   |   |   |    |    |     |         |        |        |      |
| Poziom                                                                                                 | Rozgrywki                                                                           | Sezony | Mecze | Z | R | P | B+ | B– | Pkt | Lata    | Awanse | Spadki | Naj. |
| I | Prima Divisione                                                                     | 0      |       |   |   |   |    |    |     |         | 0      | 0      |      |
| II | Promozione Lombarda                                                                 | 1      |       |   |   |   |    |    |     | 1919/20 | 0      | 1      | 5    |
| III | Serie C                                                                             | 0      |       |   |   |   |    |    |     |         | 0      | 0      |      |
| IV | Serie D                                                                             | 0      |       |   |   |   |    |    |     |         | 0      | 0      |      |
| V | Prima Categoria Lombarda                                                            | 0      |       |   |   |   |    |    |     |         | 0      | 0      |      |
| | Puchar Włoch                                                                        | 0      |       |   |   |   |    |    |     |         | 0      | 0      |      |
| Włochy                                                                                                 | Bilans występów klubu w rozgrywkach piłkarskich Włoch (Stan na 31 sierpnia 2020 r.) |        |       |   |   |   |    |    |     |         |        |        |      |

## Struktura klubu

### Stadion
Klub piłkarski rozgrywał swoje mecze domowe na Ippodromo di Borgo Santa Caterina w Bergamo.

### Derby
- Atalanta BC